# 花緑青
花緑青（はなろくしょう）とは、19世紀初頭にドイツで工業的に生産され始めた緑色の人工顔料である。化合物としての実体は、 Cu(C2H3O2)2·3Cu(AsO2)2、すなわち、酢酸銅と亜ヒ酸銅(II)の複塩である。パリスグリーン（英語：Paris Green、仏語：vert de Paris）、エメラルドグリーン（英語：Emerald Green）、シュヴァインフルトグリーン（英語：Schweinfurt Green）などとも呼ばれる。ヒ素に由来する強い毒性を持ち、過去には殺鼠剤、殺虫剤、農薬としても盛んに用いられた。

## 歴史
オーストリアの技術者Ignaz Edler von Mitis (1771–1842) が1805年に見出し、キルヒベルク・アム・ヴェクセルの工場で生産させたことから、Mitis GreenあるいはKirchberger Greenという異名がある。しかし大規模生産は1814年ドイツの経営者Wilhelm Sattler (1784-1859) がシュヴァインフルトの工場で始めたため、ヨーロッパでは主にシュヴァインフルトグリーンという名で普及した。
1844年カール・アドルフ・フォン・バセドウが、壁紙の彩色に用いられた花緑青をカビの一種Scopulariopsis brevicaulis（当時の学名はPenicillium brevicaule）が代謝して有機ヒ素化合物を放出し、それにより住人がヒ素中毒を起こすことを示した。

## 製法
酢酸銅(II)と三酸化二ヒ素から作られる。

## 用途

### 顔料

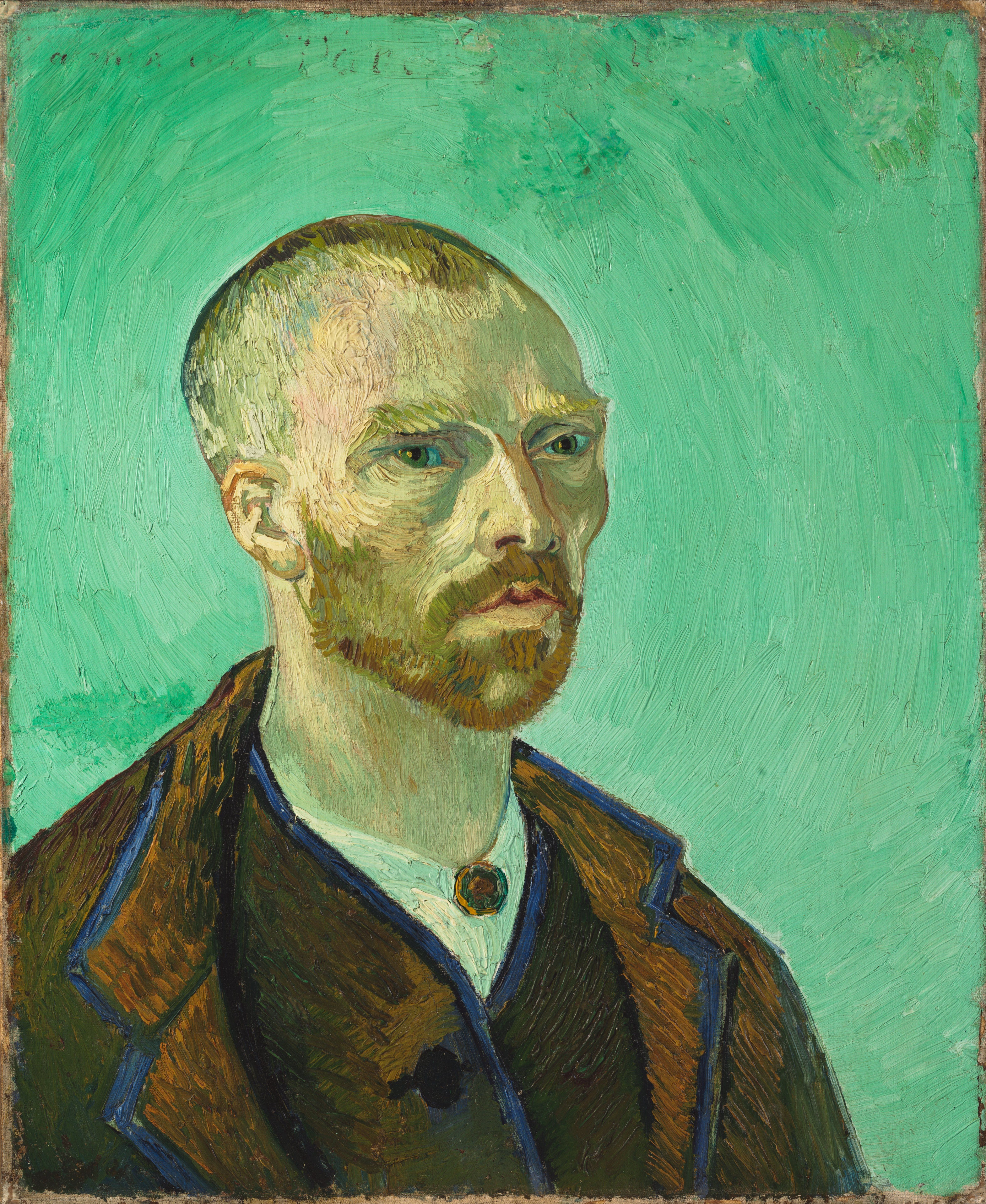
フィンセント・ファン・ゴッホの坊主としての自画像（1888年）。背景は花緑青で描かれている。

かつては絵具や建築用塗料として利用されていた。19世紀初頭にはヨーロッパでは壁の、アメリカでは窓の鎧戸の塗料として流行したが、硫黄と反応して黒化する性質があり、大気汚染による空気中の硫化物の増加により黒ずんでしまう。

### 殺虫剤
1868年アメリカ合衆国でジャガイモの害虫であるコロラドハムシに対する農薬としての利用法が発見された。以後様々な害虫に対する殺虫剤として盛んに利用された。イタリアでは第二次世界大戦中にマラリア対策として大規模な航空散布が行われた
。

## 毒性
急性毒性は22 mg/kg（LD50・ラット経口）で、それ以外にもヒ素に由来する発がん性（IARCグループ1）その他の健康有害性を持つと考えられている。

## 法規制
GHSにおける急性毒性（経口）の区分2ほか各種の毒性を有し、各国で貯蔵や運搬に規制がある（国連番号1585）。日本では船舶安全法や航空法によってGHSに基づく規制があり、また毒劇法に基づく毒物として製造・販売・貯蔵に規制がある。